# Max Bernstein
Max Bernstein (* 12 de maig 1854 a Fürth, Baviera; † 5 de març 1925 a Múnic) fou un crític d'art i de teatre alemany, també mentor i agent de molts escriptors i artistes, que tingué una influència considerable en el món literari alemany, més gràcies a les diverses activitats que hi desenvolupà que no pas a través de les seves obres literàries. Se'l considera part del moviment literari naturalista. Estava casat amb l'escriptora Elsa Bernstein de soltera Porges.